# Eudald Jaumeandreu i Triter
Eudald Jaumeandreu i Triter (Barcelona, 1774-1840) fou un economista català.
El 1784 ingressà als agustins i es doctorà en teologia el 1805. Es secularitzà el 1835. El 1814, refugiat a la ciutat de Mallorca durant la Guerra del Francès va donar classes a la nova Càtedra d'Economia per encàrrec de la Societat Econòmica Mallorquina d'Amics del País. Del 1814 al 1824 i del 1835 al 1840 fou professor a la Càtedra d'Economia Política de la Junta de Comerç de Barcelona. És l'autor de Rudimentos de Economía Política, primer manual econòmic català. El 1820 la mateixa Junta li confià la Càtedra de Constitució. Fou membre de l'Acadèmia de Ciències i Arts (1803) i de l'Acadèmia de les Bones Lletres (1821).
Assessorà la Comissió de Fàbriques. Impulsà i col·laborà en la restauració de la Universitat de Barcelona.
Entre els seus alumnes hom pot destacar Joan Güell i Ferrer, Josep Sol i Padrís, Laureà Figuerola i Ballester, Joan Illas i Vidal, Joaquim Rubió i Ors, Manuel Milà i Fontanals o Bonaventura Carles Aribau.
Ernest Lluch el situa com l'economista més representatiu de la primera burgesia industrial catalana. Partidari del proteccionisme i el liberalisme econòmic. Maldà per edificar una economia com a “ciència que ensenya els mitjans per a proporcionar riquesa als individus d'un estat”. Tot combinant l'interès públic i l'interès individual. Fou partidari d'una reforma agrària moderada i una limitació dels gremis.
Francesc Roca i Rossell senyala que "Jaumeandreu situa el paper del govern com a gestor dels consums públics. “El govern –llegim- pot facilitar la producció dels particulars”. Mitjans: (1) obres públiques (per a “major facilitat del comerç”); (2) “ensenyament gratuït de primeres lletres” (car, si cal pagar, hi haurà menys alumnes, i, per tant, menys ensenyants); (3) “seguretat de les persones i les propietats”; (4) “protecció de les ciències i els cossos científics”; (5) fomentant les “caixes de previsió..., on cadascú porta una porció petita de la seva renda”. La pregunta “qui paga els consums públics? ” té una resposta: “El públic mateix”. Es paguen amb els impostos, que són “la porció de productes de la societat que rep el govern per a les despeses públiques”. Jaumeandreu demana proporcionalitat: “Pagant poc qui tingui poc, i molt qui molt té. Això s'aconsegueix amb un percentatge, sense augment progressiu”.

## Obres
- Oración inaugural (...) de la càtedra de Economia Política (1814)
- Rudimentos de Economía política (1816)
- Oración inaugural (...) de la Càtedra de Constitución (1820)
- Memoria sobre la necesidad del sistema prohibitivo en España (1834)
- Curso de Economía Política (1836)
- Curso elemental de Derecho Público (1837)
- Catecismo razonado de la Constitución Española (1837)